# Debin
Debin (en rus: Дебин) és un poble (possiólok) de l'óblast de Magadan, a Rússia, que el 2019 tenia 594 habitants.